# Dušan Ruža
Dušan Růža (Stará Ves nad Ondřejnicí, 25 de julio de 1929 - Karviná, 21 de febrero de 1989) fue un jugador de balonmano checo. Fue un componente de la Selección de balonmano de Checoslovaquia.
Con la selección ganó la medalla de plata en el Campeonato Mundial de Balonmano Masculino de 1958 y en el Campeonato Mundial de Balonmano Masculino de 1961, y la medalla de bronce en el Campeonato Mundial de Balonmano Masculino de 1954.
Fue además ingeniero, tras graduarse en 1948 en la Escuela de Ingeniería de Víktovice.

## Clubes

### Como jugador
- HC Dukla Praga (1953-1959)
- Gottwaldova (1959-1964)

### Como entrenador
- Banik Karviná
- Selección de balonmano de Checoslovaquia
- Selección de balonmano de Islandia

## Palmarés

### Dukla Praga
- Liga de balonmano de Checoslovaquia (5): 1954, 1955, 1956, 1958, 1959
- Liga de Campeones de la EHF (1): 1957[1]

### Banik Karviná
- Liga de balonmano de Checoslovaquia (1): 1972 (como entrenador)